# Le ceneri di Angela (romanzo)
Le ceneri di Angela (titolo originale Angela's Ashes) è un libro dello scrittore statunitense di origine irlandese Frank McCourt del 1996, pubblicato in Italia da Adelphi nel 1997. È stato tradotto in 30 lingue e ha venduto oltre 20 milioni di copie. Nel 1999 ne è stato tratto l'omonimo film per la regia di Alan Parker.
Per questo libro, Frank McCourt ha vinto nel 1997 il Premio Pulitzer.

## Trama
(Frank McCourt)
Nato a Brooklyn, New York, il 19 agosto 1930, Frank (Francis) McCourt è il primo figlio di Malachy McCourt e Angela Sheehan McCourt. I suoi genitori sono emigrati irlandesi che si sono sposati a causa della gravidanza da cui lui è nato: Angela è originaria di Limerick, Irlanda, e ama la musica, il canto e la danza; Malachy, dall'Irlanda del Nord, è un alcolizzato noto per le sue "strane maniere" e per le sue storie fantastiche su eroi irlandesi. Si dice spesso che Frankie assomigli molto a suo padre, con la faccia da cane da pastore e la stessa "strana maniera". La narrazione è dal punto di vista di Frankie da bambino. In America, i McCourt vivono in moderni alloggi vicino a un parco e condividono un piano e un bagno comune, con altre famiglie immigrate dall'Irlanda, dall'Italia e delle comunità ebraiche. Frankie ha quattro fratelli più piccoli: Malachy, nato nel 1931, che è spesso favorito rispetto a Frankie per essere un bambino attraente e aperto; i gemelli biondi Oliver ed Eugene, nati nel 1932; e una sorellina, Margaret, nel 1935.
La famiglia spesso lotta con la povertà in quanto Malachy Sr. continua a bere e ha costanti difficoltà a trovare e mantenere un lavoro: le prospettive della famiglia, e lo spirito di Angela, migliorano ogni volta che trova un nuovo lavoro e porta a casa i suoi stipendi della prima settimana, ma alla fine si ritrova a spendere tutta la sua paga nei pub, nonostante i molti piani di Angela per impedirgli di farlo e perdere il lavoro dopo poco. La nascita di Margaret sembra infondere nuova vita nella famiglia: l'intera famiglia si innamora di lei, Malachy Sr soprattutto. Smette di bere e trova un lavoro costante per sostenere la famiglia. Tuttavia, a causa dell'ignoranza dei suoi genitori sulla malattia dei bambini, Margaret vive solo per sette settimane. Con la sua morte, Malachy Sr ricomincia a bere per settimane e Angela cade in una grave depressione debilitante. Frank, a quattro anni, è costretto a nutrire e prendersi cura dei suoi fratelli più piccoli, spesso con il gentile intervento dei vicini. I vicini si rendono presto conto delle gravi difficoltà della famiglia e intervengono, contattando i cugini di Angela, i quali raccomandano alla famiglia di tornare in Irlanda con i parenti di Angela a Limerick. Mentre tornano in Irlanda, Angela è incinta di un altro bambino, ma lo perde poco dopo il trasferimento a Limerick.
La Grande Depressione ha colpito l'Irlanda, in particolare Limerick, anche più duramente degli Stati Uniti. C'è poco lavoro e le condizioni per le famiglie povere sono miserabili. Malachy Sr trova ancora più difficile trovare lavoro a causa del suo accento e del suo aspetto tipico dell'Irlanda del Nord, i bambini sono derisi per i loro accenti americani e molti vicini, così come la famiglia di Angela, guardano dall'alto in basso i McCourt perché hanno fatto ritorno dall'America. La famiglia è costretta a fare affidamento sul sussidio e sulla carità della locale Società di Saint Vincent de Paul, la cui richiesta comporta un lungo e umiliante iter. Questo è spesso causa di discussioni tra Angela e Malachy senior, il quale si beve i soldi destinati a sfamare la famiglia e Angela considera chiedere la carità come accattonaggio e degradazione. Per molti anni, la famiglia sussiste con poco più che pane e tè.
Entro un anno dall'arrivo della famiglia, anche Oliver ed Eugene muoiono, Oliver per ciò che è implicito essere scarlattina ed Eugene, pochi mesi dopo, di polmonite. In seguito a ogni morte, Angela sprofonda nella depressione e la famiglia si trasferisce perché non sopporta di stare nella stessa casa. Ogni trasloco porta i McCourt in circostanze sempre peggiori. Alla fine, si ritrovano a vivere in una catapecchia. L'intero piano terra resta allagato per un anno e mezzo, costringendo la famiglia a vivere insieme in una stanza al piano superiore. La loro casa si trova accanto all'unico "bagno" di tutta la strada: c'è un costante andirivieni di famiglie che scaricano vasi da notte nel sudicio gabinetto, in realtà un buco per terra, che spesso trabocca e puzza. Nascono a Limerick altri due fratellini, Michael (nato nel 1936) e Alphie (Alphonsus, nato nel 1940).
Frank cresce a Limerick, è un bambino sensibile e intelligente. Spesso fa osservazioni uniche su coloro che lo circondano e ha un bisogno emotivo di aiutare. La sua rigorosa educazione cattolica colpisce la sua natura immaginativa causando dei pensieri sul fatto che andrà all'inferno nella sua mente. Frankie deve bilanciare le sue convinzioni cattoliche contro una chiesa che spesso lo rifiuta a causa della sua povertà e della sua famiglia, della sua educazione irlandese contro il suo desiderio di tornare in America una volta cresciuto, e il suo desiderio di attenzioni da parte di suo padre con la lealtà verso sua madre. Gli estranei spesso preferiscono i suoi fratelli più attraenti ed estroversi, ma Frankie ottiene la fiducia di alcune persone, principalmente i suoi insegnanti di scuola e i vari adulti che lo assumono per vari lavoretti. Più tardi contrae la febbre tifoide e viene portato in un ospedale cattolico, dove per la prima volta riceve cibo, riscaldamento e accesso a libri; in particolare in convalescenza ha tempo di leggerli, indugiando nell'amore per la letteratura che lo accompagnerà per tutta la vita. Frank contrae anche la congiuntivite cronica, che fa ben poco per migliorare il suo aspetto o il sarcasmo degli altri nei suoi confronti.
Allo scoppio della seconda guerra mondiale, molti uomini di Limerick trovano lavoro in una fabbrica della difesa a Coventry, in Inghilterra, mandando a casa i soldi per sostenere le loro famiglie. Ciò allevia la povertà di molti dei vicini dei McCourt dalla povertà, quindi Malachy Senior decide fare lo stesso e lasciare la famiglia a Limerick. Per diverse settimane, le rimesse del padre consentono alla famiglia di godere di piccoli lussi come caramelle e cinema. Presto, i soldi smettono di arrivare e Malachy Senior abbandona definitivamente la famiglia. Frank e i suoi fratelli iniziano a cercare carbone o di torba per le strade e rubano anche gli avanzi di cibo dei ristoranti a fine giornata e le consegne di generi alimentari dalle porte. Alla fine, la famiglia viene sfrattata e rimane senza casa. Con poche opzioni, Angela e i suoi figli si trasferiscono con suo cugino scapolo, Gerald "Laman" Griffin. Laman è un tiranno meschino che si risente della presenza dei bambini e si diverte a umiliarli davanti a Angela. Il preadolescente Frankie si risente di questo trattamento, ma lo sopporta per sua madre e i suoi fratelli minori. Dopo aver scoperto che parte dell'accordo di Laman per la fornitura di alloggi è una relazione sessuale con Angela, Frankie litiga con Laman e viene buttato fuori di casa. Poco dopo, Malachy Jr lascia Laman Griffin per arruolarsi nell'esercito come bugle boy.
Frankie si trasferisce con suo zio materno, che vive nella casa lasciatagli dalla madre deceduta ed è stato fatto cadere sulla testa da bambino. Frank ottiene un lavoro come fattorino di telegrammi per il suo quattordicesimo compleanno e inizia a risparmiare per il suo passaggio in America. Le persone e le situazioni interessanti che Frankie incontra nelle sue consegne lo fanno crescere come persona. Frankie sostiene i suoi fratelli più piccoli fornendo cibo e tregua da Laman Griffin quando vanno a trovarlo. Alla fine, i suoi fratelli chiedono se possono trasferirsi da lui, cosa che lui concede, e sono seguiti a breve da Angela. Frankie deve ora consegnare la maggior parte dei suoi salari a sua madre, essendo l'unico a lavorare, anche se ciò consiste in compiti strani per guadagnare extra per il suo biglietto per l'America, come scrivere lettere di raccolta minacciose per conto di un'usuraia. Al suo sedicesimo compleanno, lo zio di Frank lo porta al pub per comprargli la sua prima birra. Frank si ubriaca e torna a casa, cantando come faceva suo padre. Quando sua madre lo svergogna per aver bevuto come suo padre, Frank la colpisce, accusandola di essere andata aletto con Laman, e si vergogna immediatamente di se stesso. Un giorno Frank ritorna a casa della strozzina, solo per scoprire che è morta: Frank prende i soldi dalla sua borsa di lei e getta il suo registro dei debitori nel fiume per liberare i vicini dai loro debiti. I soldi presi all'usuraia basteranno a per tornare in America all'età di diciannove anni. Frank arriva a Poughkeepsie, New York, pronto per iniziare una nuova vita nel paese natio.

## Edizioni
- Frank McCourt, Le ceneri di Angela, traduzione di Claudia Valeria Letizia, collana Gli Adelphi, Adelphi, 1997,  p. 377, ISBN 978-88-459-1561-1.